# Stadtbahn (Berlijn)
De Stadtbahn is een spoorwegtracé midden door het centrum van Berlijn. Het begint in het westen van de stad bij het station Charlottenburg en voert verder via de stations Zoologischer Garten, Berlin Hauptbahnhof, Friedrichstraße en Alexanderplatz naar het Ostbahnhof. De sporen van de Stadtbahn staan als 6024 (S-Bahn) en 6109 (Fernbahn) onder beheer van DB Netze.

## Geschiedenis

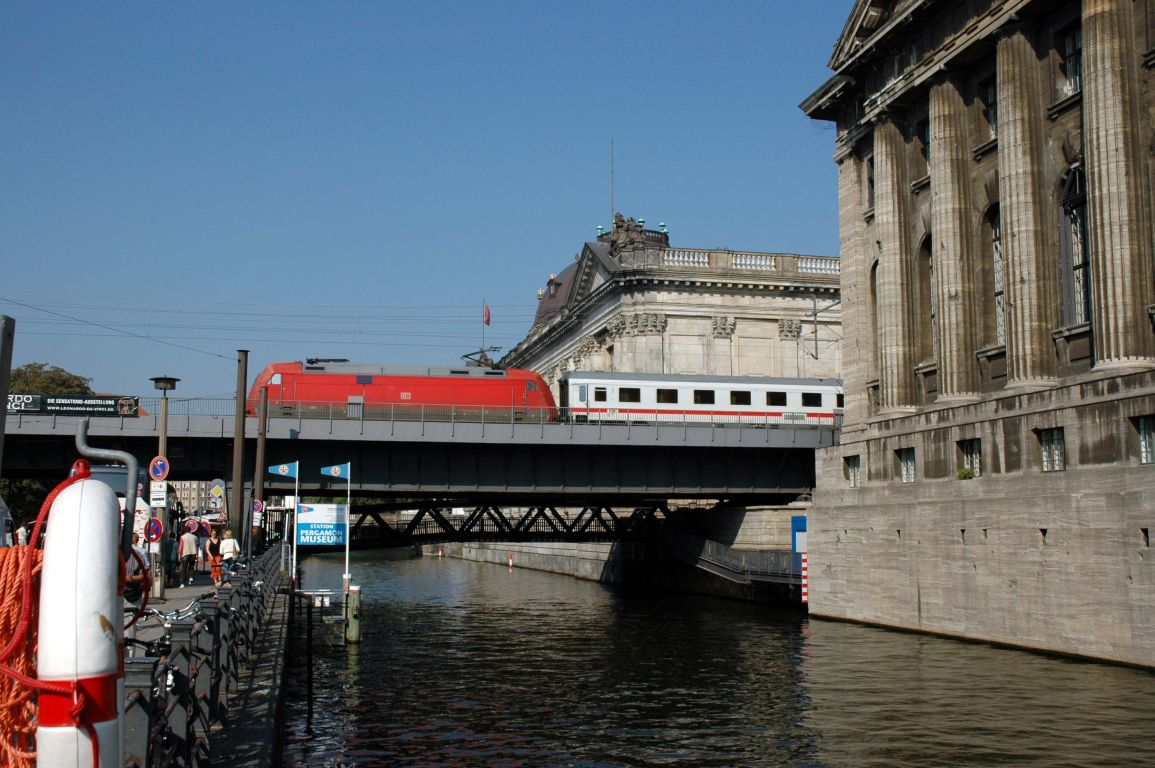
Een trein op de Stadtbahn ter hoogte van het Museumsinsel

Rond 1870 waren er acht hoofdspoorlijnen naar Berlijn, die elk hun eigen kopstation aan de rand van de stad hadden. Dit had als nadeel dat reizigers lastig konden overstappen van de ene op de andere trein. Daarom werd er een nieuw spoorwegtracé bedacht dat de kopstations met elkaar zou moeten gaan verbinden.
Het tracé kreeg 4 sporen en werd grotendeels als viaduct (met 731 gemetselde viaductbogen), 2 km ijzeren viaductbogen en de rest als aarden dam gebouwd. In het tracé bevinden zich 64 bruggen. De bouw begon in 1875, waarna de Stadtbahn op 7 februari 1882 voor het lokaal treinverkeer en op 15 mei van hetzelfde jaar voor het interlokale treinverkeer geopend. De bouwkosten bedroegen samen (inclusief de grondverwerving) 5 miljoen Mark per kilometer.
De stations van west naar oost waren:
- Charlottenburg
- Savignyplatz (geopend 1 augustus 1896)
- Zoologischer Garten
- Tiergarten (geopend 5 januari 1885)
- Bellevue
- Lehrter Stadtbahnhof, nu Berlin Hauptbahnhof
- Friedrichstraße
- Börse, nu Hackescher Markt
- Alexanderplatz
- Jannowitzbrücke
- Schlesischer Bahnhof, nu Ostbahnhof

Na de bouw van de Berlijnse Muur in 1961 werd het station Zoologischer Garten het belangrijkste station van West-Berlijn en het Ostbahnhof het belangrijkste station van Oost-Berlijn. Het station Friedrichstraße was een grensstation voor de opgedeelde S-Bahn-lijnen in het westen en oosten, alsmede het vertrekstation voor de "Interzonenzüge" (interzonale treinen) van Berlijn door de DDR naar West-Duitsland.
Tot de opening van het nieuwe Hauptbahnhof op 28 mei 2006, was de Stadtbahn de hoofdcorridor voor interlokaal treinverkeer, dat meestal stopte aan de stations Zoologischer Garten en Ostbahnhof. Omdat het nieuwe station ook vanuit het noorden en zuiden kan worden bereikt via een nieuw tunneltracé, verminderde het belang van de overbelaste Stadtbahn en is deze lijn sindsdien voornamelijk van belang voor het lokale en regionale verkeer.

## S-Bahn
Twee van de vier sporen van de Stadtbahn zijn gereserveerd voor de S-Bahn en voorzien van stroomvoorziening met derde rail. De Stadtbahn is een van de drie belangrijkste trajecten van de S-Bahn, naast de Ringbahn en Noord-zuidtunnel. De Stadtbahn wordt anno 2022 bereden door de lijnen S3, S5, S7 en S9.